# Manfred Feher
Manfred Feher war ein österreichischer Tischtennis-Nationalspieler, der in den 1930er Jahren zu den besten Spielern Österreichs gehörte.

## Werdegang
Manfred Feher nahm von 1929 bis 1933 an allen fünf Weltmeisterschaften teil. Dabei gewann er mit der österreichischen Mannschaft 1929 Silber sowie 1932 und 1933 Bronze. Mit Alfred Liebster erreichte er 1931 und 1933 das Halbfinale.
Beruflich fand Feher Anfang der 1930er Jahre eine Anstellung in der Nähe von Berlin, wo er auch für den Verein TTC Gelb-Weiß Berlin spielte. Bei Aufenthalten in Österreich war er für den TT-Klub Währing aktiv.

## Turnierergebnisse
| Verband | Veranstaltung     | Jahr | Ort      | Land | Einzel     | Doppel        | Mixed         | Team |
| ------- | ----------------- | ---- | -------- | ---- | ---------- | ------------- | ------------- | ---- |
| AUT     | Weltmeisterschaft | 1933 | Baden    | AUT  | letzte 32  | Halbfinale    | letzte 16     | 3    |
| AUT     | Weltmeisterschaft | 1932 | Prag     | TCH  | letzte 128 | letzte 32     | letzte 32     | 3    |
| AUT     | Weltmeisterschaft | 1931 | Budapest | HUN  | letzte 16  | Halbfinale    | Viertelfinale | 6    |
| AUT     | Weltmeisterschaft | 1930 | Berlin   | FRG  | letzte 16  | Viertelfinale | letzte 16     | 4    |
| AUT     | Weltmeisterschaft | 1929 | Budapest | HUN  | letzte 32  | Viertelfinale | Viertelfinale | 2    |